# Tshimbi (rivière)
 (février 2013).
 (février 2013).
Si vous disposez d'ouvrages ou d'articles de référence ou si vous connaissez des sites web de qualité traitant du thème abordé ici, merci de compléter l'article en donnant les références utiles à sa vérifiabilité et en les liant à la section « Notes et références ».
La Tshimbi est une rivière qui prend sa source dans la grande forêt de Likati, baigne Libuté, Yanzela et se jette dans l'Itimbiri. C'est donc un sous-affluent du Congo.

## Naissance de la mission
La mission catholique de Tshimbi qui porte le même nom éponyme relève du diocèse de Lolo. Elle est située à 163 km de Lolo dont Mgr Joseph-Ignace Waterschoot fut le premier évêque. Le père Garembert Sijhers (+ 1967), missionnaire norbertin de l'abbaye belge de Postel érige d'abord une station de mission à Bongelenza, puis la transfère à 7 km delà en 1959 à Mangbokpale  pour deux raisons invoquées en son temps :  
1° Construire l'église au milieu du territoire à évangéliser;
2° Avoir un bon emplacement près d'un cours d'eau.
Mangbokpale en est un qui se jette  dans la grande rivière Tshimbi. La mission s'appellera désormais Mission catholique de Tshimbi placée sous le patronage de Notre-Dame des Pauvres. Elle a une superficie de 2200 km2. Elle est située au centre des groupements Bauma, Yanzela, Bondunga, Mombongo et cinq villages du groupement Yalisika autrefois rattachés à la mission de Yambuku, dans le diocèse de Lisala et désormais confiés à la nouvelle mission. 
Les prêtres norbertins qui ont œuvré à Tshimbi sont: Garembert Sijhers (père fondateur et premier missionnaire norbertin de la paroisse), Athanase Van Diepen (père bâtisseur de l'église de la mission) et Robert Stienaers (jeune prêtre que la "rébellion muleliste" a sûrement traumatisé), Leo Van Veen (père amusant, connu pour ses tours de prestidigitation), André Metsers (père qui n'était pas en odeur de sainteté, union sacrilège avec la femme de son cuisinier. Ce comportement a terni quelque peu la réputation des missionnaires blancs). Une note spéciale à l'intention de père Georges Willekens, directeur du Cycle d'Orientation de Lolo. Amateur de chasse, il venait souvent passer ses vacances à Tshimbi où il se livrait à la partie de chasse jusqu'en février-mars 1972, année au cours de laquelle un grave accident  survint. Il avait tué par maladresse son guide de chasse, maître Faustin Goni, qui laissait derrière lui de petits enfants, aujourd'hui orphelins, âgés de moins de dix ans. Arrêté, il fut déféré au parquet de Lisala. Une enquête fut ouverte sans aboutir. L'issue du procès n'est jamais connue. Il retourna un certain 19 avril de la même année en Europe.
Parmi les premiers catéchistes de la mission, on peut citer : Yamba, Edouard Aonga, etc.

Référence: Regard sur l'Eglise locale de Lolo, hier et aujourd'hui (1898-2013), Abbé Pierre Akuma Molengo - Abbé Oscar Liengo Monama.